# Verkställande makt
Verkställande makt eller utövande makt är den maktinstans i en stat som verkställer fattade beslut och upprätthåller lagar och ordning. Den verkställande makten ligger normalt hos ett lands statschef eller dess regering.

## Montesquieus teori
Verkställande makt som en av tre maktinstanser är en teori som grundades av Montesquieu i det att han pläderade för maktdelningsprincipen. I den skiljer han mellan verkställande makt och högsta makt (supreme).
I aristokratier, skriver Montesquieu, har en grupp aristokrater såväl den lagstiftande makten som den verkställande, vilket brukar organiseras i en senat.
Eftersom folket inte på något sätt representeras i beslutsfattandet, är detta ett ofritt system. Monarkier, fortsätter Montesquieu, har en stor fördel framför republiker, eftersom monarken kan genomdriva sina beslut mer effektivt. 
Men i dess effektivitet kan den vara alltför hastig i sitt beslutsfattande och därtill kan monarken missbruka sin makt, varför lagar borde hålla monarken tillbaka. Montesquieu, som trodde att klimatet påverkade människors natur, menar även att monarken kan ha svårigheter att förstå sitt folks naturliga behov.
Och även om monarken inte hade fallenhet för despotism, kunde lagstiftandet bli godtyckligt. Montesquieu har i övrigt en positiv inställning till monarkin som statsskick, så länge som folket får reglera regenten. En monarki är sällan helt korrumperad, anser han, och exemplifierar med ett uttalande av Cicero, där denne beskriver brutaliteten, okunskapen och impulsiviteten hos folket. Enligt Montesquieus mening måste alltså folket hållas tillbaka, och en monark är bäst lämpad för detta ändamål. Detta är det bästa för folket, för de är lyckligare under en effektiv regering.
Om landet är despotiskt, med vilket Montesquieu menar att landet saknar tribunaler, kommer regenten att fyllas med hämndbegär för alla överträdelser. Detta kan ske, menar Montesquieu, om regenten är ointelligent och hans allierade därför undanhåller honom från att regera. Och det är bättre om en regent dör än att han hålls fången, eftersom han inte har någon verkställande makt. Som exempel tar Montesquieu Karl XII som enligt hans mening inte hade rätt att ge order till riksdagen i sin frånvaro i Bender; så fjärran från landet hade han ingen myndighet, menar Montesquieu. Ytterst är staten regenten för Montesquieu, och att bevara regenten innebär att bevara landet, för om regenten dör kan landet intagas av en främmande makt.
Rädsla skapar despotism, och lugn skapar en god regering, men fred är ett tillstånd som aldrig inträder egentligen. Det bästa är alltså att regenten har armén under sig, och armén är egentligen vad som skapat staten. Med bland annat armén skapar han vad han har ansvar för: krig och fred, diplomati, samt inre och yttre säkerhet. Detta är fundamentalt för att frihet ska kunna erhållas i ett land, för Montesquieu.
För att frihet ska kunna erhållas krävs i första hand att den verkställande makten skiljs från den lagstiftande och den dömande makten. Det finns en risk att monarken stiftar tyranniska lagar, och att han dömer människor för att förtrycka dem. 
Om en representant för folket i den lagstiftande maktens organ anklagas för konspiration mot staten eller annat svek mot sin uppgift, bör den verkställande maktens instans kunna ta sig den dömande makten. Folkrepresentationen bör inte vara valbar till den verkställande makten, anser Montesquieu, eftersom folket inte är lämpat för denna uppgift – en monark är bäst lämpad för administration, och det vore slutet på friheten om monarken avsattes eftersom då skulle samma organ få två maktinstanser, varigenom det inte blev någon maktdelning.
Till den verkställande maktens uppgifter hör att sammankalla den lagstiftande maktens organ, och andra momentana operationer. Därtill bör den ha rätt att avslå lagförslag, ansåg Montesquieu, för annars förlorar den sin myndighet. (Jämför kabinettsfråga)
Enligt Montesquieus mening var det detta som fick Rom att falla, att den verkställande makten inte kunde reglera den lagstiftande makten på ett förtjänstfullt sätt. Den verkställande makten bör dock inte givas rätt att deltaga i den offentliga debatten, eftersom då skulle regenten bara godkänna de lagförslag som han själv föredrog, men ibland kan han leda konfliktlösning mellan folkets representanter. Ej heller bör den verkställande makten ha rätt att besluta om skatter, menar Montesquieu.
I Rom hade regenten ringa intresse av den verkställande makten, menar Montesquieu. Romerska senaten hade så mycket makt att andra länder uppfattade Rom som en aristokrati. Senaten tillsatte och avsatte regenter hastigt och blodigt, vilket ledde till ofrihet.

## Olika former av verkställande makt
En verkställande makt i en stat är det organ som implementerar lagar, sköter landets administration (dess statsförvaltning och myndigheter), och andra löpande uppgifter. Statens de jure överhuvud, brukar benämnas statschef.
I presidentstyren är det statschefen som utgör den högsta verkställande makten både de jure och de facto.
I de flesta konstitutionella monarkier med parlamentstyren (undantaget Japan och Sverige) utgör statschefen de jure den högsta verkställande makten, och utser en premiärminister, som biträdande chef över statschefens regering. Monarken har som regel endast formellt den verkställande makten, och delegerar denna efter sedvana och praxis.
Den verkställande makten utgörs förutom av presidenten eller premiärministern, av ministrar, kabinettet eller konseljen, samt departementen.
Den verkställande maktens uppgifter är
- att genomdriva lagar och se till att lag och ordning råder
- upprätthålla internationella relationer
- utse ämbetsmän, även domare och diplomater
- administrera statsförvaltningen
- utfärda förordningar eller order

Somliga stater kräver att dessa uppgifter sker i samråd med den lagstiftande maktens organ.